# Dear.M
Dear.M (hangul: 디어엠, RR: Dieoem), es una serie surcoreana.
La serie es el spin-off de la popular serie web Love Playlist transmitida del 9 de marzo del 2017 al 10 de agosto del 2019.

## Historia
Dear.M cuenta la historia de la búsqueda en todo el campus de la misteriosa "M", una persona que menciona varios sucesos en una publicación anónima en una comunidad en línea de la Universidad de Seoyeon, lo que pone en conflicto a la escuela y a sus estudiantes. También sigue las relaciones cambiantes y los nuevos romances, los cuales se ven afectados a raíz de los rumores de "M."
Entre ellos se encuentran los estudiantes: Park Ha-neul, un estudiante del departamento de administración de empresas; Seo Ji-min, una estudiante de economía; Cha Min-ho, un inteligente e imaginativo estudiante de ingeniería informática que tiene una idea para desarrollar una nueva y emocionante aplicación, así como su amiga de la infancia Ma Joo-ah, una alegre estudiante de administración de empresas que nunca ha tenido novio y se entromete constantemente en los asuntos de los demás debido a su naturaleza generosa.
A ellos se les unen Gil Mok-jin, un estudiante de psicología; Hwang Bo-young una estudiante de administración de empresas; Choi Ro-sa, la vicecapitana del equipo de animadoras; Moon-joon, un joven dulce con habilidades de liderazgo; Min Yang-hee, una estudiante de ingeniería informática y el despreocupado Ban Yi-dam.

## Reparto

#### Personajes principales[9][10]
| Actor         | Personaje     | N.º de episodios | Notas |
| ------------- | ------------- | ---------------- | --- |
| Park Hye-su   | Ma Joo-ah     | -                | Es una estudiante del segundo año del Departamento de Administración de Empresas de la Universidad de Seoyeon. Es una joven con un corazón cálido y una personalidad brillante, quien no está interesada en perseguir un sueño o en tener una relación romántica. |
| Jung Jae-hyun | Cha Min-ho    | -                | Es un estudiante de segundo año del Departamento de Ciencias de la Computación de la Universidad de Seoyeon. Tiene un gran talento para desarrollar aplicaciones con ideas innovadoras y ha sido amigo de Ma Joo-ah por más de 12 años.                           |
| Bae Hyun-sung | Park Ha-neul  | -                | Es un estudiante de primer año del Departamento de Ciencias de la Computación de la Universidad de Seoyeon y un Embajador Honorario de la Universidad. Es el novio de Seo Ji-min.                                                                                 |
| Noh Jeong-eui | Seo Ji-min    | -                | Es una estudiante del Departamento de Economía de la Universidad de Seoyeon, así como un miembro del equipo de animadoras de la escuela. Es la novia de Park Ha-neul.                                                                                             |
| Lee Jin-hyuk  | Gil Mok-jin   | -                | Es un estudiante de segundo año de psicología y el compañero de cuarto de Park Ha-neul y Cha Min-ho. |
| Woo Da-vi     | Hwangbo Young | -                | Una estudiante de primer año de administración de empresas que es como una hermana mayor que da consejor de amor a Seo Ji-min y Ma Joo-ah. |

#### Personajes secundarios
| Actor               | Personaje      | N.º de episodios | Notas |
| ------------------- | -------------- | ---------------- | --- |
| Hwang Bo-reum-byeol | Choi Ro-sa     | -                | Es la vicecapitana del equipo de animadoras de la Universidad de Seoyeon, quien asistió a la escuela secundaria junto a Seo Ji-min. |
| Lee Jung-shik       | Moon-joon      | -                | Es un estudiante dulce y agradable con excelentes habilidades de liderazgo que se convierte en un modelo a seguir para sus compañeros. |
| Eunbin              | Min Yang-hee   | -                | Es una estudiante de ingeniería informática que está enamorada de Cha Min-ho, sin embargo él no siente lo mismo. Yang-hee proviene de una familia adinerada y toda su vida ha sido mimada, por lo que a menudo ocasiona problemas debido a su ignorancia y falta de tacto. |
| Jo Joon-young       | Ban Yi-dam     | -                | Es un despreocupado pero serio estudiante. |
| Hwang Geon          | Moon Taek-geun | -                | |

## Episodios
La serie estará conformada por doce episodios, los cuales serán emitidos todos los viernes a las 11:10 (KST) a través de la KBS2.
Originalmente la serie iba a ser estrenada el 26 de febrero de 2021, sin embargo el 24 de febrero del mismo año el equipo de producción anunció que el estreno había sido retrasado hasta nuevo aviso. La causa de la suspensión fue la aparición de acusaciones contra la actriz Park Hye-su por su presunta participación en actos de acoso escolar cuando era estudiante. Park negó todas las acusaciones y anunció medidas legales contra sus responsables.

## Producción
La serie también es conocida como "Love Playlist: Dear.M" o "Love Playlist 5".
Será dirigida por Park Jin-woo (박진우) y Seo Joo-wan (서주완), quien contará con el apoyo del guionista Lee Seul (이슬). 
La primera lectura del guion fue realizada a finales del 2020.
Originalmente la serie iba a ser estrenada el 26 de febrero de 2021, sin embargo el 24 de febrero del mismo año el equipo de producción anunció que el estreno había sido retrasado hasta nuevo aviso. Finalmente en abril del mismo año se anunció que la fecha tentativa para el estreno de la serie sería en agosto de 2021.
El 24 de marzo de 2022, un representante de la industria declaró que el drama "Dear.M", que ha estado suspendido desde el año anterior, se estrenaría en Japón en la segunda mitad de este año, por lo que existía una posibilidad de que no se emitiera primero en Corea. Debido a estos informes, una fuente de la KBS compartió que firmaron un contrato de derechos de transmisión con diferentes países, incluido Japón, agreegando que el horario de transmisión específico en Japón no ha sido decidido.